# بني دوبش (عبس)

تعديل مصدري - تعديل

بني دوبش هي إحدى قرى عزلة بني حسن بمديرية عبس التابعة لمحافظة حجة، بلغ تعداد سكانها 188 نسمة حسب تعداد اليمن لعام 2004.